# Juan T. Vázquez Martín
Juan T. Vázquez Martín (Caibarién, 23 de diciembre de 1941) es un pintor abstracto cubano.

## Biografía
Estudió Artes Plásticas en la Escuela Provincial de Bellas Artes Leopoldo Romañach, en la ciudad de Santa Clara, que en ese momento era la representante de la vanguardia artística de Cuba.
En 1963 se graduó como profesor de Dibujo y Pintura.
Es miembro de la AIAP (International Association of Art), de la UNESCO y ―desde 1962― de la UNEAC (Unión de Escritores y Artistas de Cuba).
En 1990 recibió diploma del Curso Teórico Práctico de Serigrafía Artística, "Sericuba 90".
Entre los años 1989 a 1998, Vázquez Martin fue elegido varias veces presidente y vicepresidente de la Sección de Pintura de la UNEAC (Unión de Escritores y Artistas de Cuba), cargos que obtuvo en reconocimiento a «su valor en defensa del pintura contemporánea en Cuba».
Es considerado entre los maestros de la pintura abstracta en Cuba. Su trabajo se encuentra en numerosas colecciones e instituciones tanto nacionales como internacionales, tales como la UNESCO, la AIAP (International Association of Art, en París), la Oficina de la Comunidad Económica Europea (en Nueva York) y en el Museo de Bellas Artes de La Habana.
Ha recibido premios nacionales e internacionales.
Fue finalista en los premios Joan Miró de Barcelona, en 1970 y 1971. Ha participado en la VI Bienal de Sao Paolo en Brasil, la VI Trienal de la India, la VII Bienal de Kosice, Checoslovaquia y en la Bienal de La Habana.

## Críticas
No debemos olvidar ―porque se obvió durante los reduccionismos generacionales y estéticos de los años ochenta― que Vázquez Martín era un heredero directo, en los años sesenta, de la ejecutoria abstracta nacional de los cincuenta.

Ni olvidar tampoco que, aún en momentos de escasos estímulos para su faena profesional, mantuvo activa la lógica de la plástica no representativa, aunque con criterio expresivo simbiótico, que aunaba lo figurativo y las soluciones abstractas de planos, formas eptoplasmáticas y veladuras, que lo distinguieron dentro del panorama pictórico cubano de finales de los sesenta y del primer lustro de los setenta. Esa constante de su personalidad de pintor funciona también ahora, aunque de modo distinto, en bellas pinturas (no es pecado decirlo así) donde se mezcla la poética íntima con las percepciones ambientales, y donde se vela lo reconocible, a la vez que las impresiones sutiles adquieren cuerpo apreciable.

En la cátedra de profesor de Artes Plásticas y director de la Escuela de Artes Plásticas que él ocupó en la provincia de Camagüey, había ganado firme prestigio entre los alumnos, que admiraban su capacidad para manipular el lenguaje de los medios productivos de la pintura. No estaría de más señalar su valor como ‘estructurador de formas’, que le reconocían pintores mayores como Mariano Portocarrero y el también poeta Fayad Jamís, quienes en más de una ocasión aludieron a ello. Tanto lo que le ha destacado como un «poeta» de los recursos formales y técnicos, como su evidente imaginación para desarrollar variantes constructivas y cromáticas en imágenes que podrían tornarse similares, le confieren ese «aire nuevo» de pintor que ha ganado un justo sitio en nuestra amplia y disímil «escena» plástica.
Manuel López Oliva, pintor y crítico de arte

Sus pinturas son, incuestionablemente, de exquisito elevado nivel, muy hermosas y completas. Como decimos acá en Inglaterra, él es un artista de artistas. Esto significa que en general, sólo personas que están acostumbradas a ver arte y sean razonablemente bien educadas podrán comprender la profundidad de su oficio y la complejidad de su obra.
Cristina Burke-Trees, Gallery Terracina, en la ciudad de Exeter (Reino Unido)

Fue el excelente editor de A un lado de la noche, Misael Verdazco, con su planteamiento de un libro con los colores preferidos por la noche quien, sin proponérselo, me lanzó a la búsqueda de una obra que ilustrara la cubierta del libro.

¿Y si en la visualidad de la abstracción estaba lo perseguido? ¡Pues no se busque más!: a ver qué tiene mi amigo Juan Vázquez, al que varios solventes críticos tienen como el mejor pintor abstracto de Cuba y lo es, a fe mía y cuando menos. Revisé una a una sus propuestas y de pronto ¡allí estaba! Como esperándome y en el momento preciso: la editorial no podía esperar más.
Mario Martínez Sobrino, poeta cubano

## Principales exposiciones personales

Detalles de las pinturas de Juan T. Vázquez Martín.

- 1961: Pintura abstracta informal, su primera exposición personal, en el Centro de Cultura Popular, de la ciudad de Caibarién.
- 2011: Abriendo Caminos, Galería Domingo Padrón, Coral Gable, Miami, Estados Unidos
- 2009: Exposición dedicada al 50 Aniversario de la Revolución Cubana, Galería Times, Viena. Austria.
- 2009: Exposición especial por la celebración del 50 aniversario de la Revolución Cubana organizada por el pueblo de Derry durante la conmemoración del Bloody Sunday, en Irlanda del Norte (Reino Unido).
- 2008: Exposición y conferencia sobre el arte abstracto y la obra de Vázquez Martín, Farringdon, Devon, Inglaterra.
- 2008: Luces de Derry, Galería Estudio-Taller de Jim Keys, Gaslight Production, Derry, Irlanda del Norte.
- 2008: Exposición y conferencia sobre la obra de Vázquez Martin, Quaker House en Viena, Austria.
- 2005: De Nuevo en Casa, Galería Caibarién (Cuba).
- 2005: Exposición homenaje a Juan T. Vázquez Martin, Cultura Municipal, Galería Sociedad China de Cuba.
- 2004: Huellas de Papel, Galería Mazorca, Ciudad de México.
- 2000: "Ancient Stones of Cricklade", The Vale Hotel, Cricklade, Whilst, Inglaterra.
- 2000: "Show in Blue", Museo de Nelson, Monmouth, Gales, Inglaterra.
- 1996: "A pesar de todo sigo pintando", Galería "La Acacia", Ciudad de La Habana (Cuba).
- 1995: Galería "70 x 50", Taller de Serigrafía "René Portocarrero", Ciudad de La Habana (Cuba).
- 1992: "Ventanas de mi ciudad", Galería "La Acacia", Ciudad de La Habana (Cuba).
- 1990: Galería "Miniature Fine Art", Bakú, República de Azerbaiyán.
- 1990: Galería Casa de la Ciudad, Santa Clara, Villa Clara (Cuba).
- 1987: "Experimentos Visuales con Sales de Bicromato", Galería Plaza, Ciudad de La Habana (Cuba).

## Principales exposiciones colectivas
Ha participado en varias muestras colectivas importantes:
- 1961: VI Bienal de São Paulo, en el Museu de Arte Moderna, del Parque Ibirapuera, en São Paulo (Brasil).
- 1984: 7th International Biennale of Painting, en The East Slovak Gallery, en Kosice (Checoslovaquia).
- 1987: I Bienal de Pintura Jaume Guasch; en la Fundació Jaume Guasch, en Barcelona (España).
- 1986: VI Trienal de la India, en Nueva Delhi (India).
- 1971-1970: Premio Internacional de Dibujo "Joan Miró", Colegio de Arquitectos de Cataluña, en Barcelona (España).
- 2010: "La Otra Realidad", la exposición más amplia sobre la historia de la pintura abstracta en Cuba, Museo Nacional de Bellas Artes, La Habana.

En los últimos años ha participado en:
- 1969: "Pintura Joven de Cuba", Mongolia, Argelia, Rusia, China, Corea del Norte.
- 1970: Salón 70, Ministerio de Cultura, Museo Nacional de Bellas Artes, Ciudad de La Habana (Cuba).
- 1970: Premio Internacional de Dibujo "Joan Miró", Colegio de Arquitectos de Cataluña, Barcelona (España).
- 1971: "Pintura Cubana", Kingston, Jamaica.
- 1971,1970: Premio Internacional de Dibujo "Joan Miró", Colegio de Arquitectos de Cataluña, Barcelona (España).
- 1972: II Salón Nacional de Artistas Jóvenes, Museo Nacional de Bellas Artes, Ciudad de La Habana (Cuba).
- 1972: "Chile-Cuba", Instituto de la Cultura, Santiago de Chile, Chile.
- 1973: "CARIFESTA", República de Guyana.
- 1975-: "30 Años de la Victoria sobre el Fachismo", Exposición Itinerante: Moscú, Varsovia, Budapest, Sofía, Praga, Bucarest, Hanói, Ullan-Bator, La Habana.
- 1976: "Exposición de la Plástica Cubana Actual", Museo de Arte Moderno "La Tertulia", Cali, Colombia.
- 1976: Festival del Periódico L’Unità, Roma, Italia.
- 1984: 1977 Salón Nacional de Pintura, Escultura y Gráfica de varios años; Salón Nacional "26 de Julio", Ciudad de La Habana, Cuba
- 1984: VII Bienal de Kosice, Checoslovaquia.
- 1985: Premio Internacional de Dibujo "Joan Miró", Galería Colegio de Arquitectos de Cataluña, Barcelona (España).
- 1986: VI Trienal de la India, Nueva Delhi.
- 1986: VIII Bienal de Kosice, Checoslovaquia.
- 1987: "I Bienal de Pintura", Fundación "Jaume Guasch", Barcelona (España).
- 1988: "Exposición de Pintura Cubana", Exposición itinerante en diferentes ciudades de España.
- 1989: "Contemporary Cuban Art", Westbeth Gallery, New York, E.U.A.
- 1990: "Pintura Cubana de Hoy" (45 artistas cubanos), Galería Duris de Samos, Madrid (España).
- 1991: "Valores de Nuestra Pintura", Galería la Acacia, Ciudad de La Habana (Cuba).
- 1992: Semana Cultural Cubana en Madrid, Puerta de Toledo, Madrid (España).
- 1992: "Color de Cuba", Feria Internacional de Sevilla (España).
- 1993: "Pintura Cubana", Feria Casa Madrid, Barcelona (España).
- 1993: Festival del Nuevo Cine Latinoamericano, Galería UNEAC, Ciudad de La Habana (Cuba).
- 1994: "Visión de Hoy de la Pintura Cubana", Galería Czechowska, Santiago de Chile, Chile.
- 1995: "Arte de Cuba", Fundación Josep Comaposada, Sala de Exposiciones de la Unión General de Trabajadores de Cataluña, Barcelona (España).
- 1995: "Pintores Cubanos", Cumbre de Desarrollo Social y Reunión de Jefes de Estado, Copenhague, Dinamarca.
- 1996: "Los Buenos al Cielo y los Malos en el suelo", 1.er Encuentro Internacional de Directores ecutivos de Teatro, Galería "Imago", Gran Teatro de La Habana, Ciudad de La Habana (Cuba).
- 1997: "Maestros de la Abstracción", Galería la Acacia, Ciudad de La Habana (Cuba).
- 1999: "Abstracción Viva", Centro Wifredo Lam, Ciudad de La Habana (Cuba).
- 1999: "Pintura Cubana de Hoy", Museo Galería Josefina, Managua, Nicaragua
- 2000: "Abstractions", Gloucester Cathedral, Chestow shop gallery, Inglaterra.
- 2001: "Pintura Cubana", varias galerías, Italia.
- 2001: "Pintura Cubana", galería Cuba 513, Madrid, España.
- 2002: "Collective exhibition in Trail Artists Colony", Tampa, Florida, USA.
- 2002: "Cuban Paintings", Southampton University, UK.
- 2002: "Cuban Paintings", London Hilton on Park Lane, Londres, UK.
- 2003-2002 'Pintura Contemporánea Cubana", galería La Acacia, Habana (Cuba).
- 2003 "Cuban Painters", Cuban Festival, London Hilton on Park Lane.
- 2003: Abstracción Viva, VIII Bienal de La Habana, Galería en el CENCREM, Habana Vieja, Cuba
- 2004: Maestros de la Abstracción en Cuba, galería La Acacia, Ciudad Habana, Cuba
- 2004: Exhibición de artistas cubanos y mexicanos, Embajada cubana, México.
- 2006: Un son para Nicolas, galería Villa Manuela, Habana, Cuba
- 2006-2007 Abstracciones, Gallery Terracina, Exeter, Inglaterra
- 2007: "Cinco Pintores Abstractos", Galería Villa Manuela, La Habana (Cuba).
- 2010: "La Otra Realidad", antología de la pintura abstracta en Cuba, Museo Nacional de Bellas Artes, La Habana.

## Premios
- 1965: 1.er Premio en pintura, Concurso provincial 26 de Julio, Las Villas (Cuba).
- 1976: 1.er Premio, Salón Nacional de Pintura, Dibujo y Escultura, Auspiciado por el Consejo Nacional de Cultura, Galería Matanzas, Matanzas
- 1970: Premio adquisición, Salón '70, Museo Bellas Artes de La Habana (Cuba).
- 1986: Premio 13 de Marzo, Universidad de La Habana (Cuba).
- 1987: Premio Especial en Pintura, I Bienal de Pintura Jaume Guasch. Fundació Jaume Guasch, Barcelona (España).
- 1988: 1.er Premio, Concurso Nacional '26 de Julio', Ministerio de las Fuerzas Armadas (Cuba).
- 1988: Gran Premio 'Ernesto Che Guevara', Concurso Nacional '26 de Julio', Ministerio de las Fuerzas Armadas (Cuba).
- 1997: 1.er Premio en ArteVino, un cuadro suyo fue escogido para la etiqueta del vino cubano Chardonay, de la línea San Cristóbal de la compañía Fantinel S.A. Cuba.

## Obras en colección
Sus principales colecciones se encuentran en exhibición o guardadas en:
- El Museo Nacional de Bellas Artes, La Habana (Cuba).
- La colección de la Unesco, París (Francia).
- La Unión de Escritores y Artistas de Cuba, UNEAC.
- Oficina de España de la Comunidad Económica Europea, New York, USA.
- Colección de Arte Latinoamericano de la Universidad de Essex, UECLAA, Inglaterra.
- Terracina Gallery, Exeter, Devon, Inglaterra.

Además, sus obras se encuentran diseminadas por instituciones u organismos nacionales e internacionales, así como en colecciones privadas tanto en Cuba como en el extranjero.

## Su obra en la literatura
- 2008 Libro de poemas A un lado de la noche de Mario Martínez Sobrino, ilustración de cubierta de cuadro La noche dual, técnica mixta sobre tela, 60 x 80 cm, Ediciones Unión (Cuba). Impreso en Colombia por Nomos Impresores.

- 2003 Novela La búsqueda de Jaime Sarusky, ilustración de cubierta con el cuadro Abstracción III del 2002, técnica mixta sobre cartulina, 70 x 50 cm, Ediciones Unión (Cuba). Impresa en Colombia por Quebecor World Bogotá S.A.